# Deixis
 (décembre 2010).
Si vous disposez d'ouvrages ou d'articles de référence ou si vous connaissez des sites web de qualité traitant du thème abordé ici, merci de compléter l'article en donnant les références utiles à sa vérifiabilité et en les liant à la section « Notes et références ».

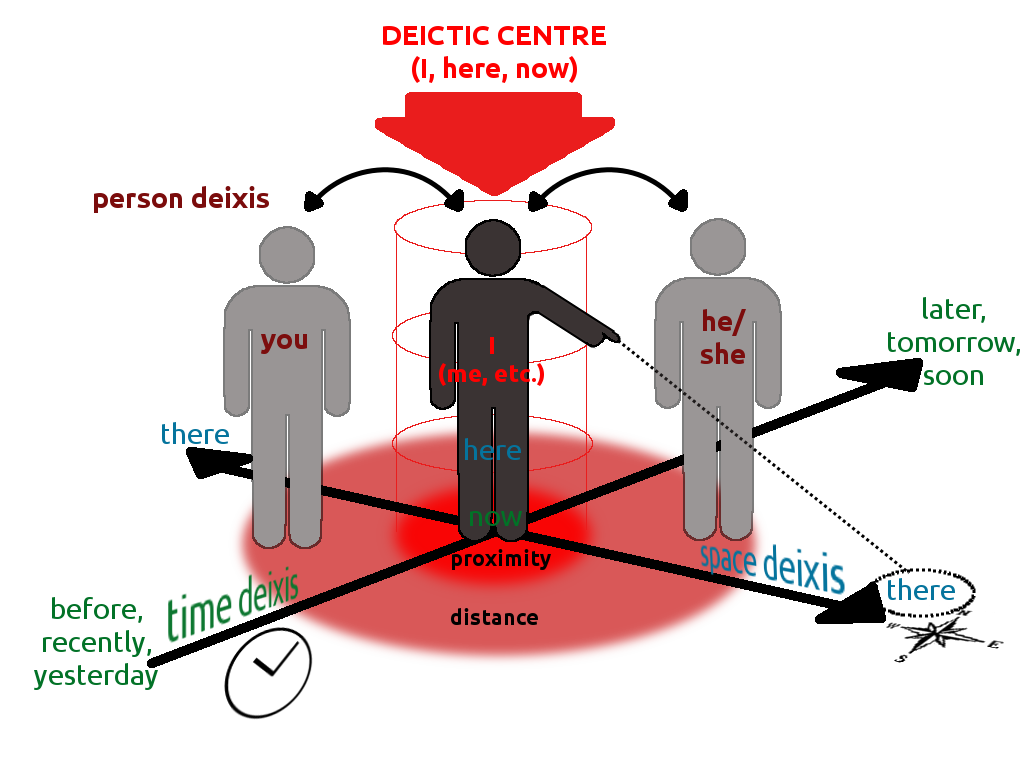
La deixis. Voici avec les termes et les mots anglais.

La deixis est une notion linguistique dont la dénomination est directement empruntée au grec δεῖξις (action de montrer, ou référence), reflétant la proximité / distance entre locuteurs. La deixis est l'une des façons de conférer son référent à une séquence linguistique ; elle intervient lorsque la compréhension de certaines parties d'un énoncé nécessite une information contextuelle.
Un mot ou une expression est déictique si son interprétation varie en fonction du contexte, comme c'est le cas des pronoms par exemple.

## Historique
La notion de deixis apparaît en 1904 chez Karl Brugmann  qui appelle déictiques les pronoms, les démonstratifs et certains adverbes de temps et de lieu qui ont la possibilité de référer directement à la situation extérieure et parle de : Ich/Du/Jener/deixis[pas clair] (c'est-à-dire : proches de moi, de toi, de lui). Le concept est repris, d'abord par des linguistes germanophones comme K. Bühler (1934), puis principalement par Charles Bally dans Linguistique générale et linguistique française (Berne 1932).

## Délimitation du concept
La deixis s'oppose à :
- l'anaphore, qui à la différence de la deixis n'implique pas de rapport avec d'autres éléments du contexte. L'allocuteur peut verbalement énoncer « ce chat va se faire écraser » en désignant non verbalement ce chat sans que celui-ci ait été déjà mentionné antérieurement. Dans ce cas, le déterminant démonstratif connaît un emploi déictique : il désigne un référent présent dans la situation d'énonciation ou accessible à partir d'elle. Il peut alors être accompagné d'un geste, d'une mimique ou d'un mouvement qui facilite l'identification. Toutefois, dans « J'ai vu un chat. Ce chat s'est fait écraser. », le déterminant démonstratif est anaphorique, c'est-à-dire qu'il identifie un référent (chat) déjà évoqué antérieurement dans le flux énonciation.

- l’embrayage, qui se satisfait des seules indications fournies par l'acte même de l'énonciation. Dans « je veux cette voiture », le référent je, qui est dit « embrayeur du discours » parce qu'il manifeste dans l'énoncé la présence du sujet de l'énonciation, est clairement identifié par le fait que c'est moi qui énonce la phrase. Par opposition, le déterminant déictique cette nécessite, comme nous l'avons dit, un geste de monstration (cette voiture que je montre du doigt parmi tant d'autres) ; même chose avec « Regarde-le », où cette fois-ci le pronom est pris dans un emploi déictique (ou anaphorique... là encore, tout dépend du contexte dans lequel la phrase est énoncée).

Remarque : certaines grammaires ne distinguent pas la « deixis » et l'« embrayage », ou les « déictiques » et les « embrayeurs ».

## Types de deixis
Les catégories probablement les plus concernées par la deixis sont celles de la personne, du lieu et du temps (ce que Charles J. Fillmore appelle les « principaux types grammaticalisés » de la deixis). À la catégorie de la personne peut être associée celle du genre.
On parle aussi de deixis du discours, ou du texte (faisant référence à une partie du discours), ainsi que de deixis sociale (incluant la distinction tu / vous, ainsi que la prise en compte du statut social de l'interlocuteur).

## Deixis in praesentia et in absentia
Il faut distinguer deux types d'emploi de la deixis : la deixis dite in praesentia, et celle dite in absentia.
La deixis in praesentia fait emploi de la situation immédiate (« Olivier, ferme bien la/cette voiture ! » ; (avec pronom sans antécédent) « Attention, ne t'approche pas ! Il est dangereux ! »).
La deixis in absentia se retrouve dans des expressions situationnelles indirectes qui sont :
- la référence ostensive indirecte : le locuteur vise un objet présent dans la situation d'énonciation pour renvoyer au véritable référent. Exemple : « Cet automobiliste a dû être pressé. » Le locuteur pointe l'automobiliste, tout en laissant suggérer que c'est la voiture qui est mal garée, la voiture étant le véritable référent ici.
- la référence démonstrative non gestuelle indirecte : soit l'exemple « Ce train a toujours du retard. », prononcé sur le quai d'une gare, sans mention antérieure, par un locuteur qui attend le même train que son interlocuteur.
- la référence générique : soit démonstrative (« Donne-moi ce livre ! »), soit pronominale (« Attention, ils sont dangereux ! » prononcé en présence d'un référent spécifique (des chiens par exemple) pour avertir du danger qu'ils représentent en général).
- la référence définie (de situation plus large) : l'identification du référent est acquise par la prise en compte d'éléments constitutifs de la situation d'énonciation ; soit l'exemple « Le président Chirac s'en prend au chef de l'État. » Ici importe le pays dans lequel l'énoncé est prononcé pour ainsi identifier clairement le référent « chef de l'État ».
- l'emploi du pronom personnel il sans antécédent pour viser un référent non présent : « Il va venir tout de suite ! » (prononcé par la secrétaire du docteur X au patient qui l'attend).

## Expressions déictiques

La communication verbale peut se définir comme l'émission de mots, porteurs de sens (ici un arbre) entre un locuteur et un interlocuteur.

Dans un énoncé oral ou écrit, les déictiques sont des mots ou expressions qui déterminent les conditions particulières de l'énonciation, liées à une situation de communication donnée. Le référent (élément de la réalité auquel renvoie un mot) d'un déictique ne peut être défini qu'en relation avec les interlocuteurs impliqués dans la situation de communication.
Comme on l'aura déjà fait remarquer, les déictiques peuvent également être appelés « embrayeurs » ou «symboles indexicaux», ces trois termes ne se recouvrant pas totalement.
Les déictiques manifestent le fonctionnement réflexif du langage (leur sens codé renvoie à leur propre utilisation dans les énoncés).
Les déictiques désignent :
- les interlocuteurs impliqués dans la situation de communication: émetteur(s) / récepteur(s), destinateur(s) / destinataire(s), pronoms personnels, pronoms et déterminants possessifs de la 1re et de la 2e personne : (je, tu, nous, vous, mon, notre, votre, etc.), prénoms désignant des personnes;
- des objets ou personnes évoqués par le locuteur: pronoms et déterminants démonstratifs (ceci, cela, ce, cette, voici, etc.);
- les coordonnées spatiales et temporelles de la situation de communication: adverbes et locutions adverbiales de lieu et de temps (ici, là-bas, aujourd'hui, demain, hier, dans deux jours, ce matin, etc.).

Ayant évincé le cas du pronom personnel sujet comme déictique lorsque celui-ci est représentant (il possède un antécédent) ou nominal (je, tu, nous, vous, qui renvoient directement à l'énonciation), puisqu'on lui réserve la dénomination d'« embrayeur »), il est possible d'énumérer ces unités linguistiques relevant de la deixis :
- les pronoms personnels non représentants (sans antécédent) : « Regarde-le ! ».
- les déterminants et pronoms démonstratifs : « Donne-moi ce livre. Regarde celui-là ! », où ce et celui-là servent à constituer des syntagmes nominaux qui réfèrent à un objet présent dans la situation d'énonciation.
- les adverbes de lieu et de temps : « Viens ici ! Quel beau temps aujourd'hui ! ». Les deux compléments sont respectivement repérés par rapport au site et au moment de l'énonciation.
- plus largement tout élément dont le référent ne peut se déterminer que si l'on connait la situation de l'énonciation : « Fais attention au chien ! »

## Autre sens possible de la deixis
L'ensemble des repères internes d'un texte, tel l'énonciateur, le temps du récit ou du dialogue, ou encore le lieu d'énonciation constituent la deixis d'un texte, et ces éléments sont capitaux, en traduction par exemple, car ils apportent des éléments plus que précieux pour saisir au mieux l'exégèse du texte en question. On peut également, dans un certain contexte parler de la « deixis personnelle », c'est-à-dire le sexe, le lieu de résidence et l'époque à laquelle vit l'individu en question.